# 타카하시 카린
타카하시 카린(일본어: 高橋 花林 たかはし かりん[*], 1994년 9월 9일 ~ )은 일본의 성우이다. 가나가와현 출신. 아오니 프로덕션 소속.